# Tatenen

Representación de Ptah-Tatenen, la personificación andrógina del montículo primordial del Benben.

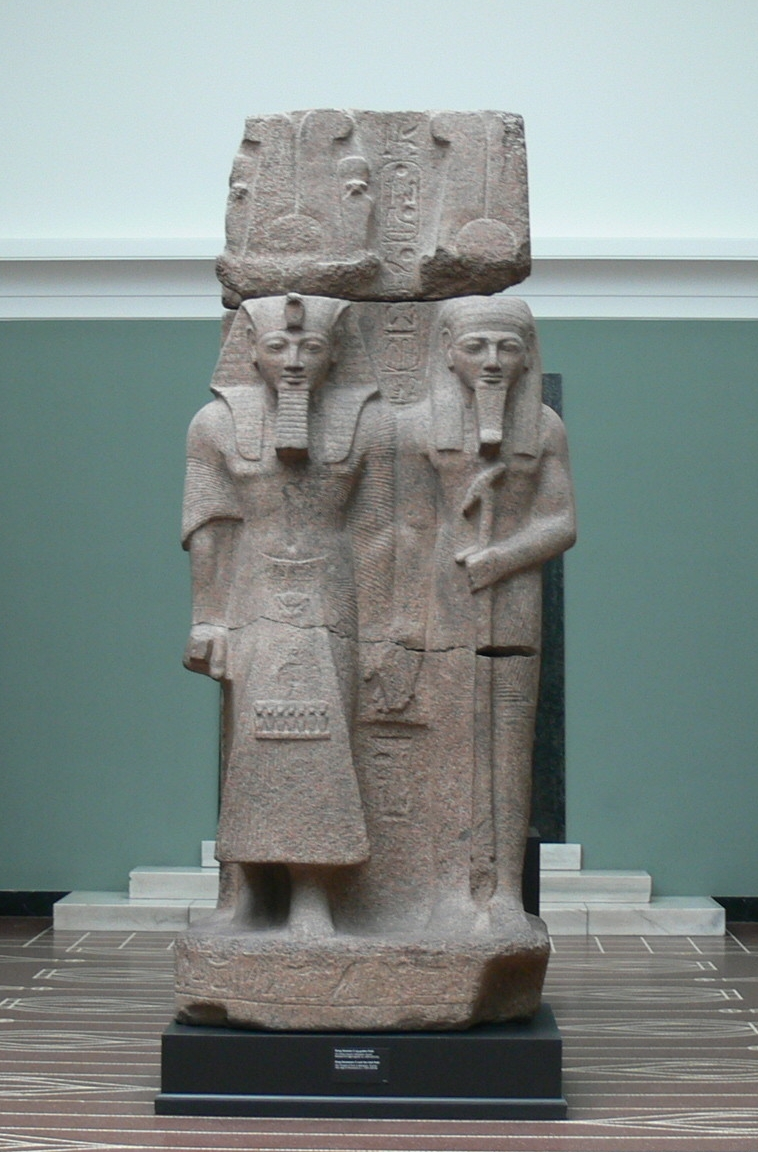
Estatua de Ramsés II y Tatenen, procedente de Menfis (Egipto), expuesta en la Ny Carlsberg Glyptotek.

Tatenen ('la tierra que emerge') era el dios creador (alfarero), dios de la vegetación y de todo lo que nace y crece bajo tierra, minerales, aguas subterráneas y de algunos animales, según la mitología egipcia. Su título era el de «Padre de todos los dioses».
Como deidad ctónica primigenia[3], Tatenen se identificaba con la creación. Femenino y masculino a la vez, era un andrógino protector de la naturaleza de la zona de Menfis (entonces conocida como Men-nefer), la antigua capital del nomo Inebu-hedy en el Bajo Egipto.
- Nombre egipcio: Tatenen, o Tenen. Deidad griega: Crono, Hefesto el grande.

## Iconografía
Hombre con cetro, y una corona como la henu formada  por cuernos de carnero retorcidos horizontales coronados por un disco solar y dos plumas de avestruz verticales. A veces con cabeza de carnero y corona con dos plumas. También con cabeza de serpiente. Y como momia, de piel de color verde.

## Mitología
Encarna la colina primordial que surgió en los primeros tiempos, en el nacimiento del mundo, y lo asociaban a los terrenos que emergen cuando disminuía la crecida del río Nilo.
Como dios creador, vive en la Duat, y es protector de los difuntos. Como deidad de la vegetación es el responsable de la naturaleza que surge de sus dominios, tiene la piel verde y representa la tierra cultivable y el renacimiento, tanto en la Tierra como en el Más Allá. Como Tanenu o Tanuu, una deidad ctónica, llevaba dos serpientes en la cabeza.

## Epítetos
Llevaba el título de «Padre de todos los dioses» y de «Señor de los Jubileos» en la ceremonia de renovación del faraón, o Heb Sed.

## Sincretismo
Se le asimiló con Ptah en Menfis, como Ptah-Tatenen, y con el dios de la tierra Geb. También como Ptah-Tatenen-Osiris y posiblemente con Thot como «contador del Tiempo».

## Culto
Se le rindió culto en Menfis (como Ptah), This, Asiut y Hermópolis. Está representado en todos los templos y tumbas de Egipto en los santuarios y montículos sobre los que se depositaba el sarcófago, simbolizando la tierra emergida.
| C18 | SPACE | N16 · V13 | M22 | M22 | C18 |

| C18 | SPACE | N16 · V13 | M22 | M22 | C18 |